# Rhizomyces gibbosus
Rhizomyces gibbosus är en svampart som beskrevs av Thaxt. 1901. Rhizomyces gibbosus ingår i släktet Rhizomyces och familjen Laboulbeniaceae.   Inga underarter finns listade i Catalogue of Life.